# Hirtstein (Erzgebirge)

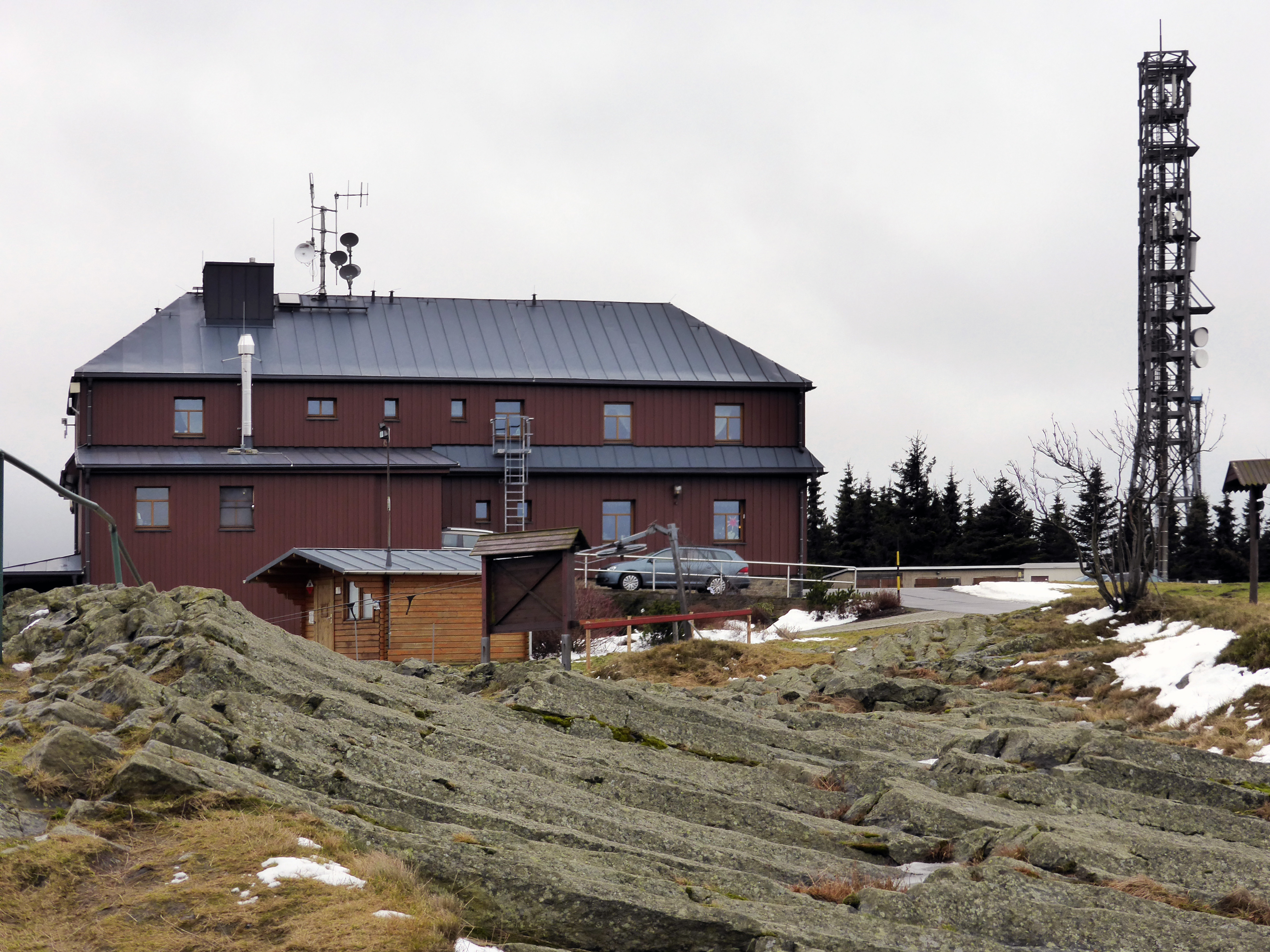
Der Hirtstein

Der Hirtstein ist ein 889,8 m ü. NHN hoher Berg bei Satzung im oberen Erzgebirge in Sachsen unweit der deutsch-tschechischen Grenze im Erzgebirgskreis.
Bekannt ist er durch seinen geologisch bemerkenswerten fächerförmigen Basaltaufschluss, der durch einen inzwischen stillgelegten Steinbruch freigelegt wurde.
Auf dem Gipfel befindet sich die Station 85 der Königlich-Sächsischen Triangulation von 1863.
Der Hirtstein liegt auf dem Gebiet der Stadt Marienberg und ist deren höchster Berg, nicht jedoch deren höchstgelegener Punkt, wie auch oft behauptet. Südlich des Berges unweit der Grenze zu Tschechien gibt es einen Punkt, der mit 899,4 m ü. NHN höher als der Gipfel des Hirtsteins ist.

## Geologie
Der Aufschluss ist einer von vielen Magmatitvorkommen verschiedener Genese in der Gegend vom und um das Erzgebirge, entstanden durch Magmatismus im heutigen Egertalgraben während der Zeit des Tertiärs.
Die Besonderheit des Hirtsteins ist der durch eine Basalt-Intrusion entstandene Basaltfächer, der die Form einer überdimensionalen Blume oder eines Palmwedels hat. Die säulenförmige Spaltung des Basaltes entsteht durch Spannungsrisse quer zum Temperaturgradienten bei der Abkühlung. Die Basaltlava gelangte beim vulkanischen Ereignis Hirtstein vor ca. 25 Millionen Jahren nicht bis an die Oberfläche, sondern erstarrte zu einer unterirdischen Staukuppe.
In verschiedenen Basaltproben vom Hirtstein konnten bisher (Stand 2015) die Minerale Augit, Magnetit, Nephelin, Olivin und Perowskit nachgewiesen werden. Petrografisch handelt es sich um einen Augit-Nepehlinbasalt.

## Geschichte und Wege
Der Basaltfächer wurde durch Steinbrucharbeiten freigelegt. Die im Laufe des Steinbruchbetriebes immer mehr zutage tretenden Säulenstellungen des Basalts ließen bereits gegen Ende des 19. Jahrhunderts den Gedanken der Schutzwürdigkeit in den Vordergrund rücken. In Verhandlungen mit den Besitzern wurde ein rücksichtsvoller Abbau des Gesteins erwirkt, sodass geologisch beachtenswerte Bereiche erhalten blieben.
Der Aufschluss am Hirtstein wurde im Mai 2006 von der Akademie der Geowissenschaften zu Hannover als eines der 77 bedeutendsten nationalen Geotope Deutschlands prädikatisiert. Der Hirtstein ist ein Naturdenkmal und ein Aussichtspunkt.

## Hirtsteinbaude
Auf dem Gipfel befindet sich die heutige Hirtsteinbaude, die vom Zweigverein Satzung des Erzgebirgsvereins errichtet und am 17. Dezember 1926 als Unterkunftshaus eröffnet wurde. Die feierliche Weihe fand am 11. September 1927 statt. Die Baukosten betrugen rund 30.000 Reichsmark.
Als erster Windpark im Sachsen wurde 1992 auf dem Hirtstein eine derartige Anlage mit fünf Windkraftanlagen angelegt.
Am Hirtstein werden im Winter mehrere Langlaufloipen gespurt. Über den Berg führt die Skimagistrale Erzgebirge/Krušné hory. Direkt an der Baude befindet sich ein kleiner Ski-, Snowtubes- und Rodelhang mit Lift.

## Die Sage vom Hirtstein
„In der Nähe des Dorfes Satzung, auf einem Berg, lebte vorzeiten ein Hirt, der seine magere Ziegenherde hütete. Nebenbei sammelte er Kräuter, die er in der Umgebung verkaufte. Deshalb wurde er von Alt und Jung Kräuterhannes genannt. Eines Nachts klopfte es an seine einsame Hütte und eine weise Frau trat herein. Sie legte einen kleinen Knaben vor Kräuterhannes hin und sprach: „Zieh den Jungen auf, wenn Du magst, aber lass ihn von niemandem sehen. Die Welt ist sündhaft und böse. Solltest du meinen Anweisungen zuwider handeln, werdet Ihr beide hart bestraft!“ Ehe Kräuterhannes fragen konnte woher der Knabe sei, war die Frauengestalt wieder verschwunden. Der Knabe gefiel dem alten Mann. Er brachte Leben in seine Einsamkeit und der Alte schwor, so zu handeln, wie es die Frau von ihm verlangt hatte. Er nahm den Knaben anstatt eines eigenen Kindes an, versorgte ihn gut und freute sich, wie sein Hirtenkind wuchs und gedieh. Der Junge spielte mit Blumen, Gräsern und Steinen und war zufrieden. Er kannte Wald und Feld, Baum und Strauch, doch was sich seitab von der Hütte begab, wusste er nicht, denn der Alte wachte darüber, dass sein Kind weder den Bereich der Behausung verließ, noch dass jemand auf den Berg kam und den Knaben sah. Eines Tages – aus dem Kind war bereits ein junger Mann geworden – ging Kräuterhannes nach Reitzenhain, Kühnhaide und Rübenau, um allerlei Tee und Beeren zu verkaufen. Da machte sich auch der Jüngling auf den Weg. Er entdeckte, dass die Welt viel schöner und reicher war, als der Vater ihm verraten hatte. Er kam ins Dorf Satzung und ihm gefiel das Leben und Treiben, das Handeln und Bauen über alle Maßen. Vor allem gefiel ihm aber die Tochter des Tischlers. Er verliebte sich in sie, seine Liebe wurde erwidert, die jungen Leute schworen sich ewige Treue und beschlossen, bald zu heiraten. Gegen Abend langte das Hirtenkind überglücklich zu Hause an und auch der Vater kehrte von seinen Geschäften zurück. Da erschien die weise Frau. Sie war wütend und schrie: „Der Fluch treffe Euch beide.“ Im selben Augenblick zuckte ein Blitz vom Himmel, ein Donner grollte, die Erde bebte und alles war in Feuer getaucht, so dass die Leute im nahen Satzung glaubten, die Welt gehe unter. Niemand ahnte, was wirklich geschah: Der Hirte und sein Kind erstarrten zu einem merkwürdigen Gebilde aus Stein. Dieses wurde fortan der Hirtstein genannt.“

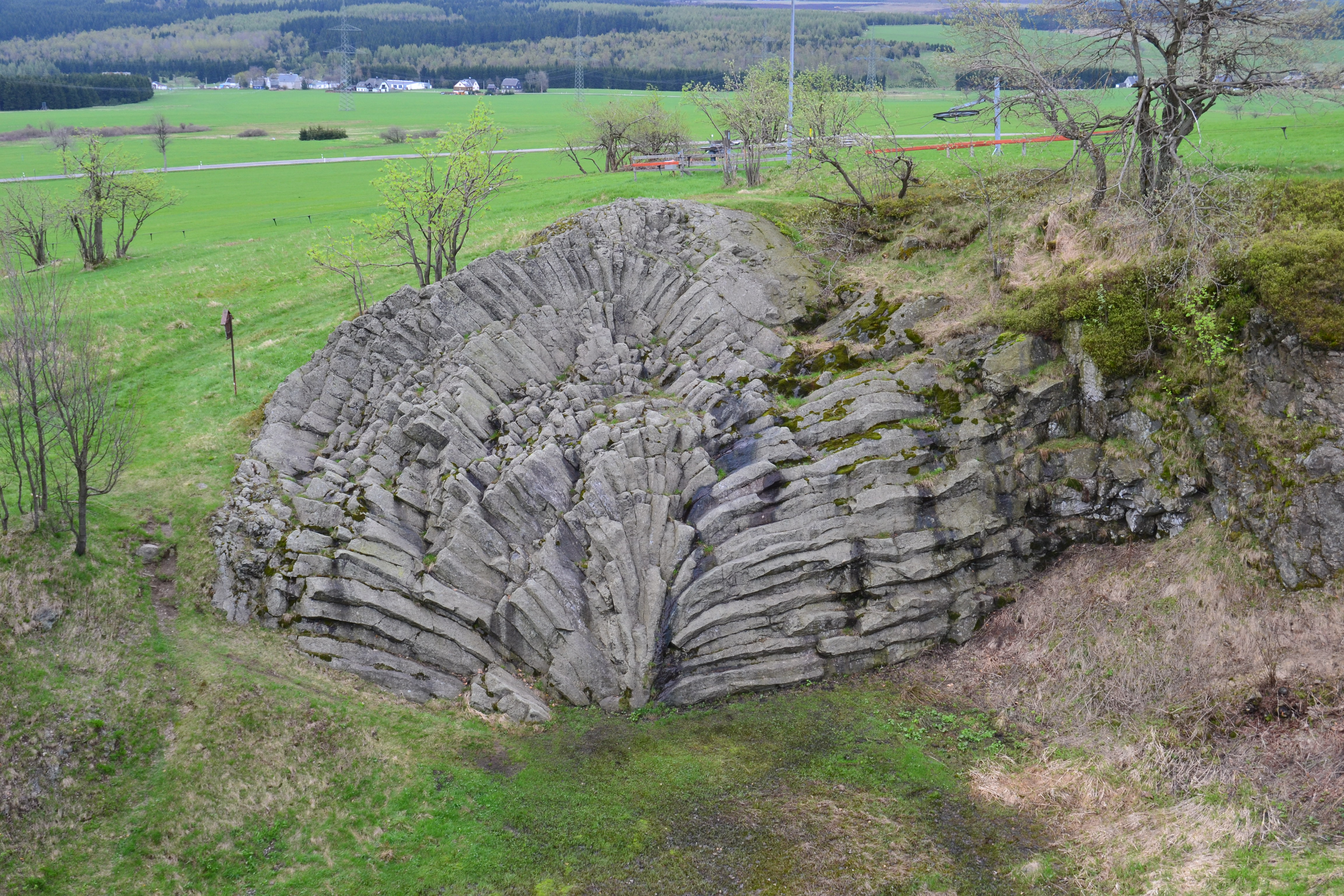
Basaltfächer oder „Palmwedel“
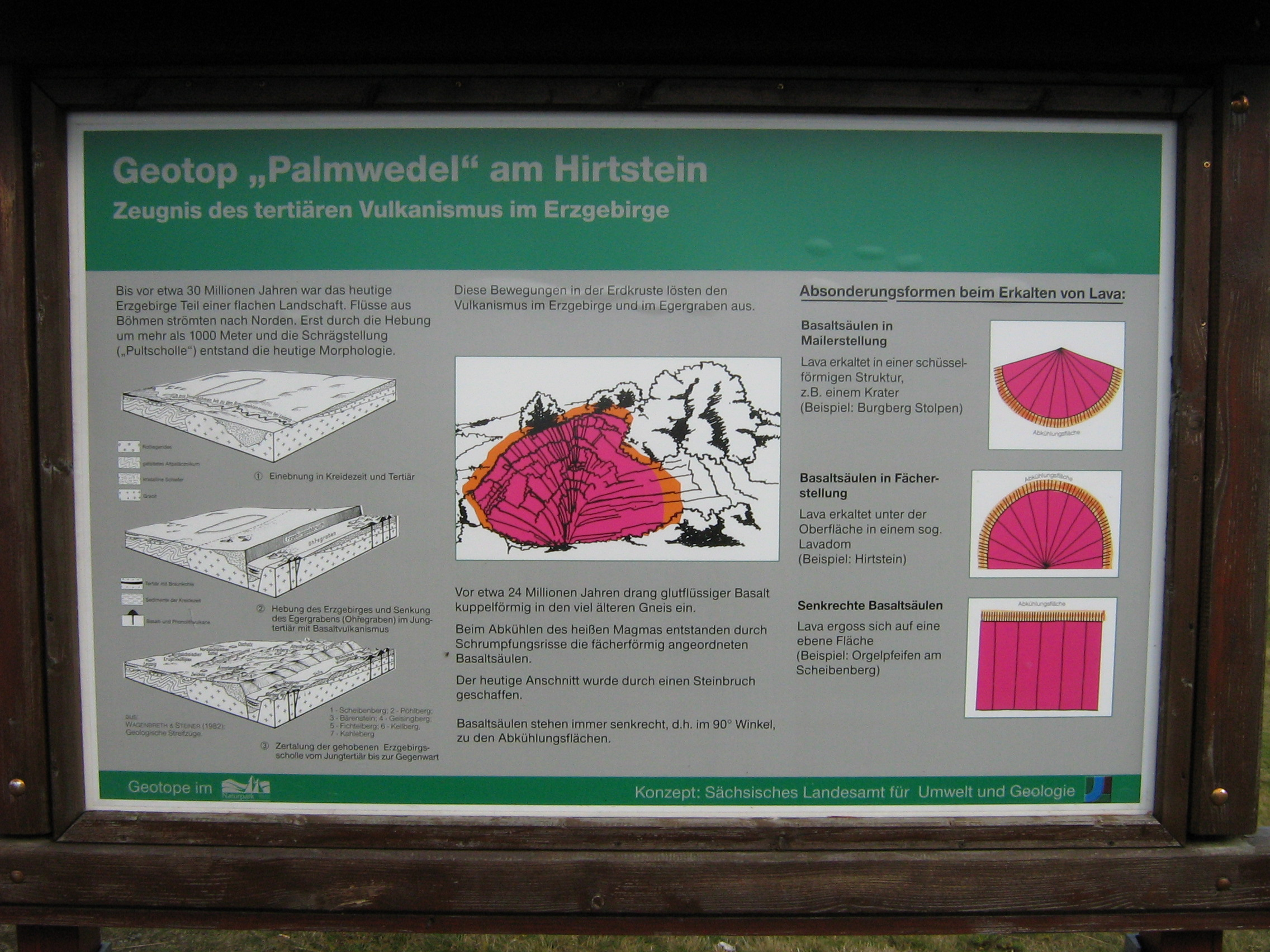
Informationstafel über das Geotop
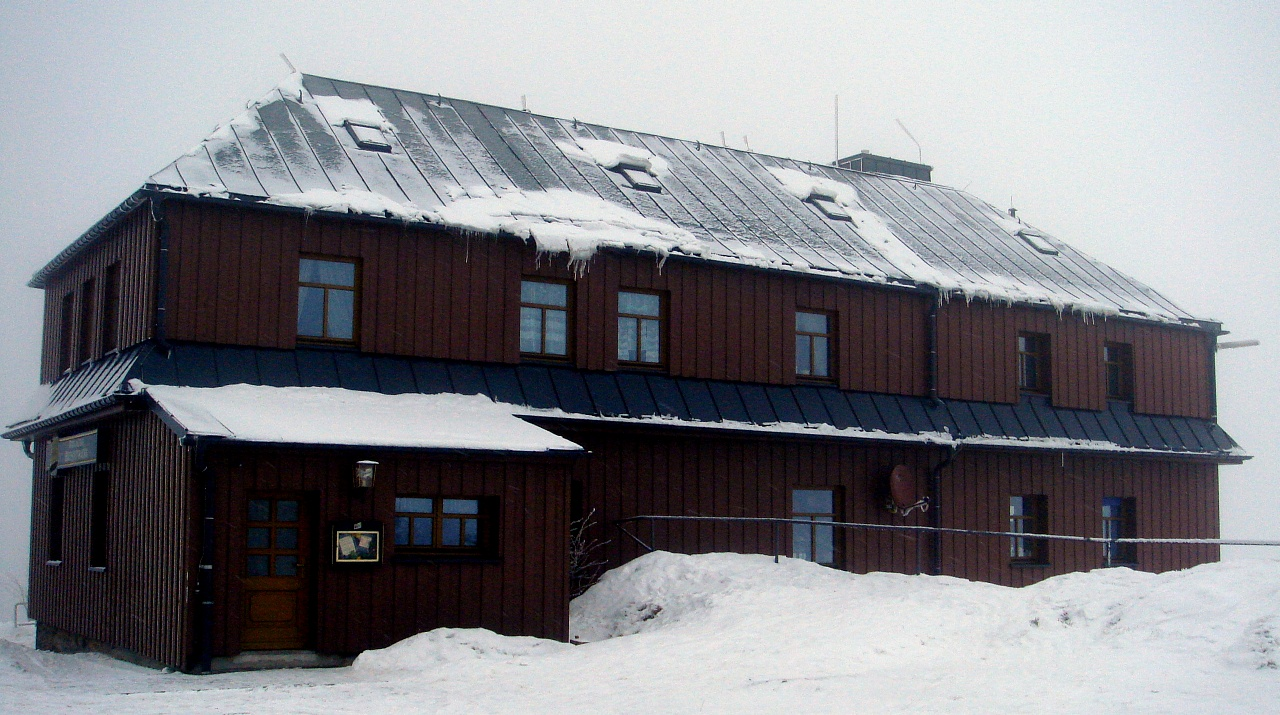
Die Hirtsteinbaude im Winter
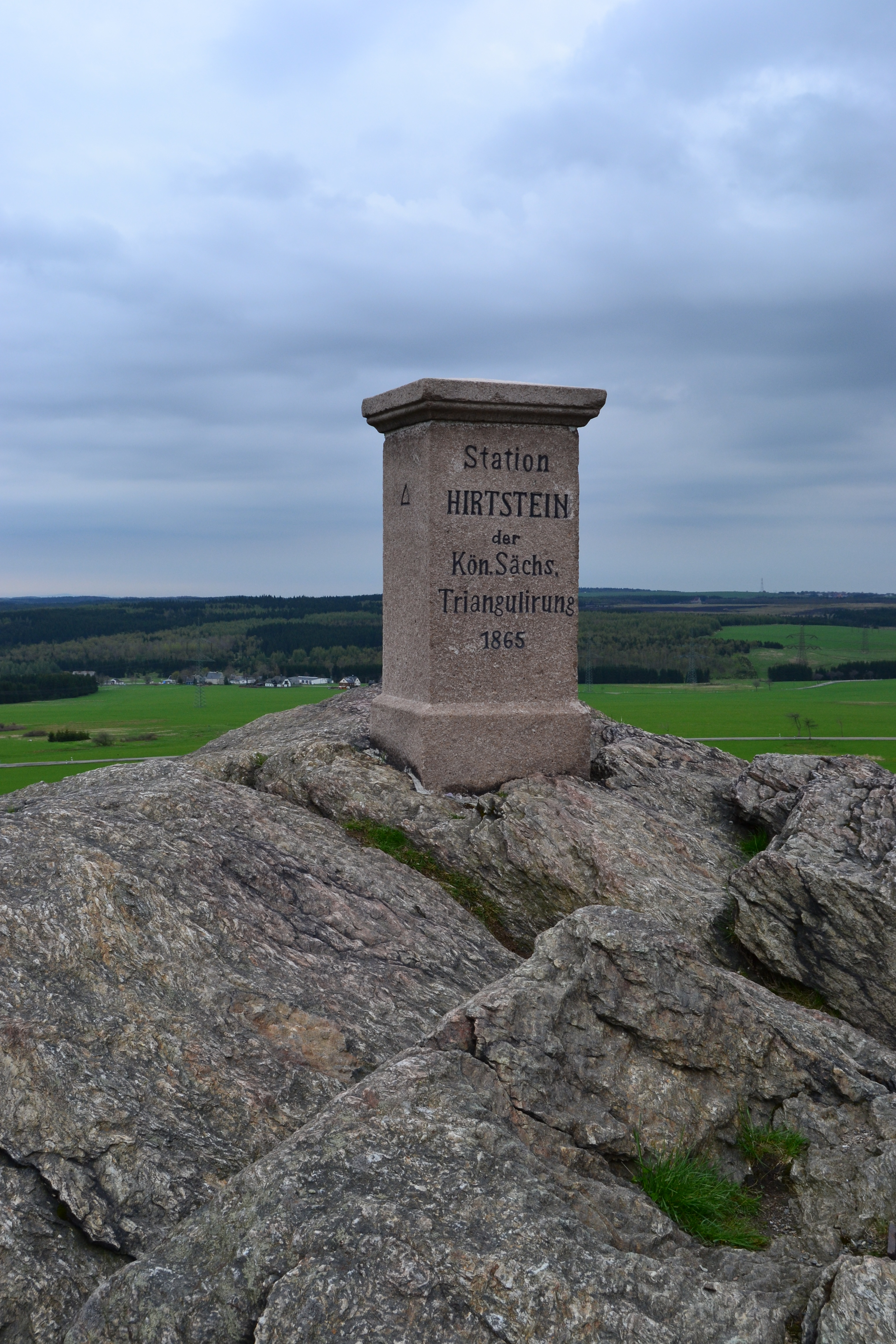
Station 85 Hirtstein der Königlich-Sächsischen Triangulation

## Windpark

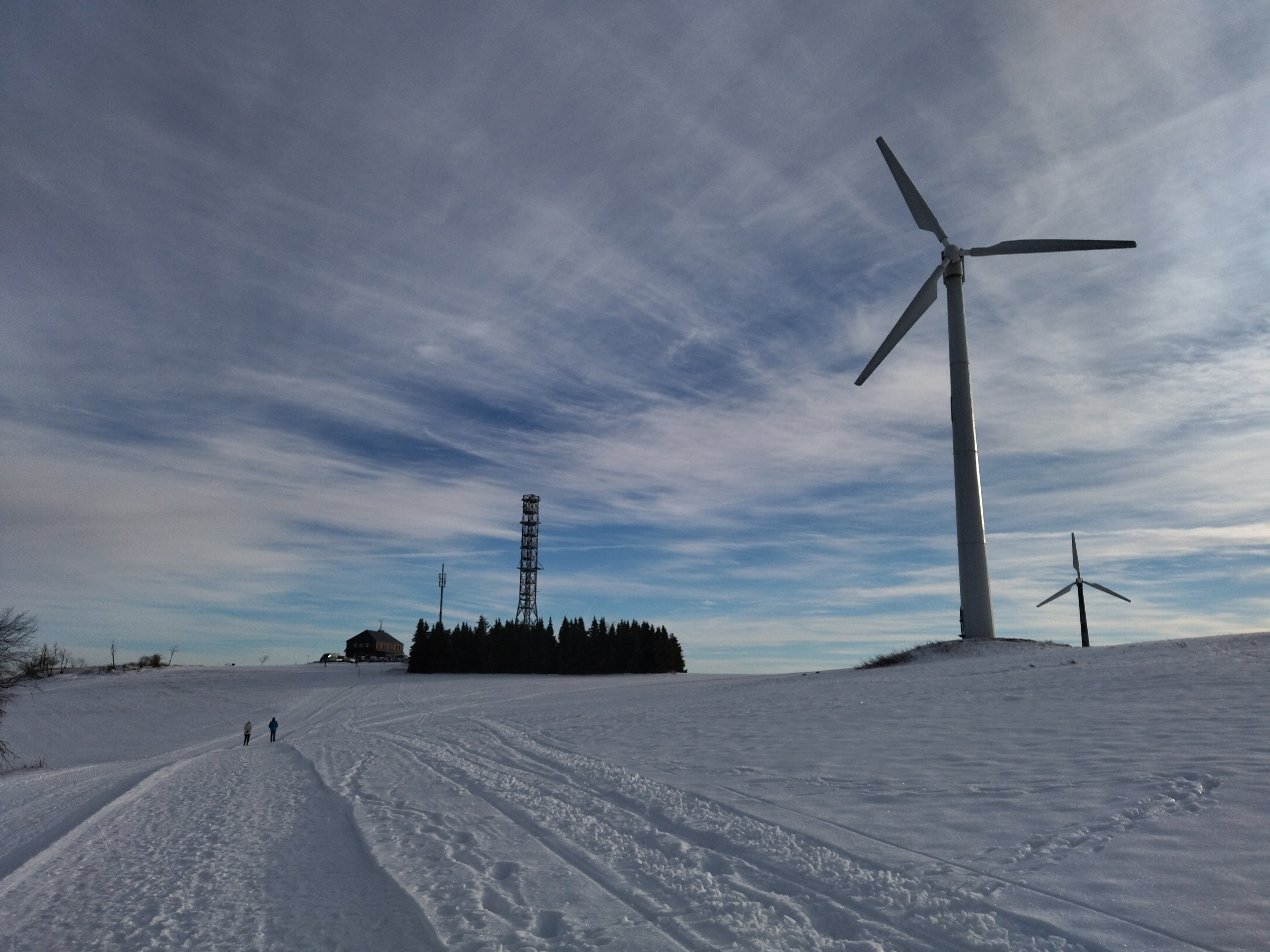
Windpark von Nahem

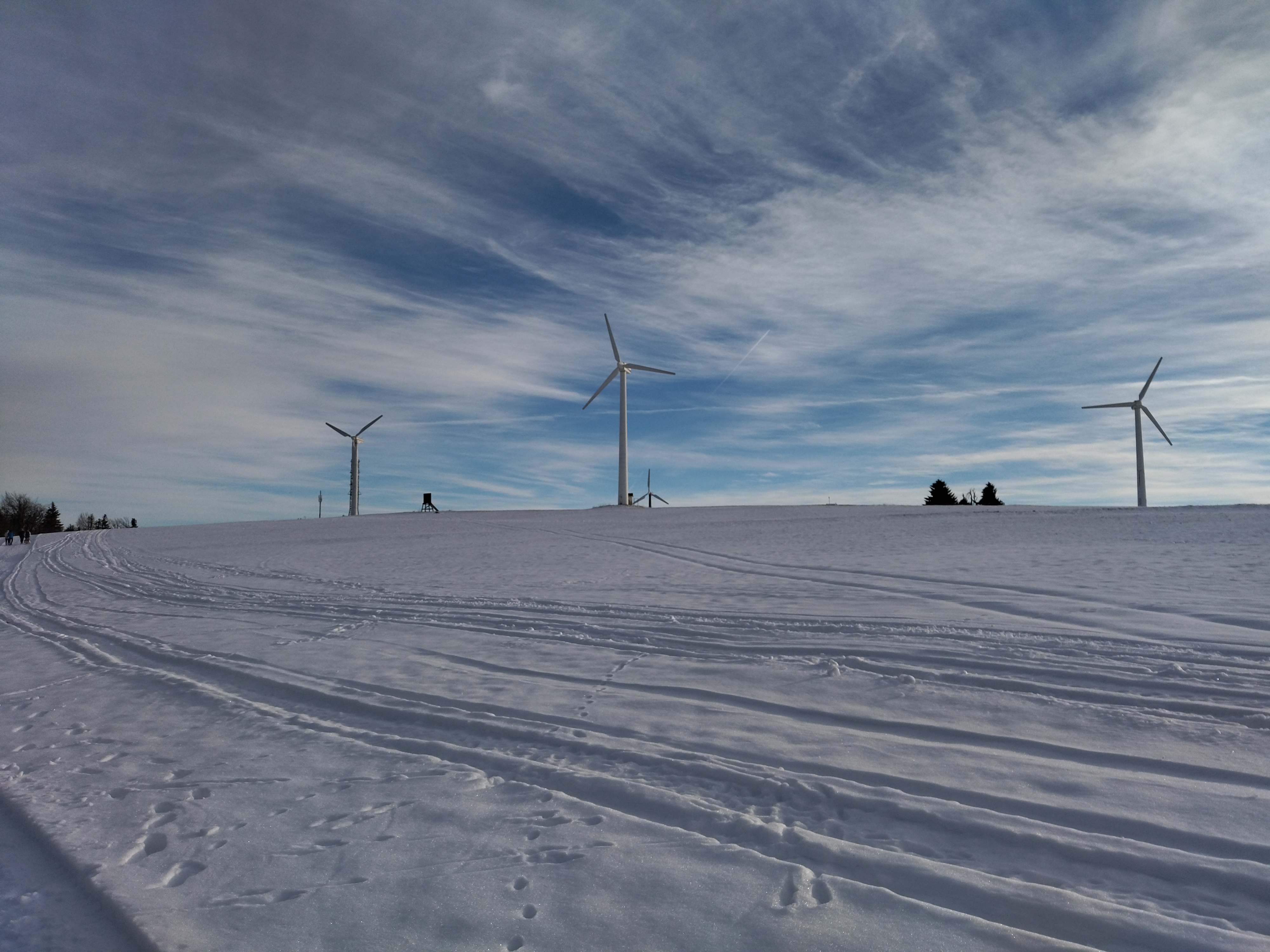
Windpark von Weitem

Im Jahr 1992 wurde auf dem Hirtstein ein Windpark aufgebaut, dieser ist der Erste in Sachsen. Es stehen dort vier Anlagen (früher fünf). Zwei Anlagen sind Windkraftanlagen vom Typ VESTAS V27, zwei weitere sind vom Typ MICON M530, die fünfte Anlage war eine vom Typ LAGERWEY LW15, sie hatte nur zwei Rotorblätter und wurde 2018 wieder abgebaut.